# Epsilonoides gephyrocricum
Epsilonoides gephyrocricum är en rundmaskart som beskrevs av Steiner 1931. Epsilonoides gephyrocricum ingår i släktet Epsilonoides och familjen Epsilonematidae. Inga underarter finns listade i Catalogue of Life.